# Onroerendezaakbelasting
Onroerendezaakbelasting (ozb) is in Nederland een belasting die door gemeenten wordt geheven van eigenaren en gebruikers van onroerende zaken.

## Belang van de ozb
Alle gemeenten in Nederland heffen de ozb. Deze belasting beslaat zo'n 8% van de totale gemeentelijke inkomsten per jaar. Elke gemeente mag de ozb-tarieven zo hoog maken als zij zelf wil, maar de Vereniging van Nederlandse Gemeenten heeft met de Rijksoverheid afspraken gemaakt over de maximale stijging van de landelijke ozb-opbrengst. Dit heet de macronorm. In 2015 steeg de ozb-opbrengst echter sterker dan de macronorm. Samen haalden de gemeenten 44 miljoen euro meer binnen dan afgesproken. De ozb is, met een opbrengst van niet meer dan 1,6 procent van de landelijke belastingopbrengst, een kleine belasting. Door de overschrijding van de macronorm stijgt de totale belastingopbrengst in Nederland daardoor met 0,0183 procent meer dan de bedoeling was.

## Wie moet ozb betalen?
De ozb bestaat uit een belasting voor de eigenaar van een opstal, waarbij verschil gemaakt wordt tussen woningen en niet-woningen.  Voor niet-woningen, zoals bedrijfspanden, geldt er ook een gebruikersbelasting.
Belastingplichtig voor de eigenarenbelasting is de genothebbende krachtens eigendom, bezit of beperkt recht. Dat is degene die bij het kadaster staat ingeschreven met het meest verstrekkende genotsrecht. Voor de gebruikersbelasting is belastingplichtig degene die de onroerende zaak gebruikt (bijvoorbeeld een huurder), al dan niet krachtens persoonlijk recht.

## Heffingsgrondslag
Als heffingsgrondslag geldt de WOZ-waarde (WOZ staat voor wet waardering onroerende zaken). De WOZ-waarde is een grondslag voor belastingheffing door de gemeenten, de belastingdienst en de waterschappen. De waarde die moet worden bepaald is die welke aan een onroerende zaak dient te worden toegekend wanneer het volle en onbezwaarde eigendom aan de hoogstbiedende zou kunnen worden overgedragen. Voor niet-woningen (met uitzondering van Rijksmonumenten) geldt dat de gecorrigeerde vervangingswaarde de grondslag is indien deze hoger is dan de waarde in het economisch verkeer. De ozb is een zogenaamde 'tijdstipbelasting', waarbij uitsluitend de toestand per 1 januari bepalend is. Iedere wijziging nadien heeft geen invloed op de hoogte van de heffing. 
Met ingang van 1 januari 2009 wordt het tarief van de onroerendezaakbelasting berekend naar een percentage van de WOZ-waarde. Het percentage wordt jaarlijks door de gemeenteraad vastgesteld. 
Rekenvoorbeeld:
- Een woning heeft een WOZ-waarde van € 247.000,–
- Het ozb-tarief eigenaren woningen in 2008 is vastgesteld op 0,1099 %
- Hieruit volgt een ozb van € 247.000,- × 0,001099 = € 271,45

## OZB elk jaar onderzocht
Het Centrum voor Onderzoek van de Economie van de Lagere Overheden (COELO), een onderzoeksinstituut verbonden aan de Rijksuniversiteit Groningen brengt elk jaar in maart de Atlas van de Lokale Lasten uit. Uit het onderzoek van 2015 bleek dat een huishouden in 2015 gemiddeld €263 aan ozb betaalde. Dat was €7 meer dan in 2014. Het gemiddelde ozb-tarief steeg daarmee met 2,8 procent. Inwoners van Texel betalen het minst (gemiddeld 118 euro), in Blaricum betalen inwoners het meest (688 euro). De stijging was met 44 procent het sterkst in Muiden, dat de artikel 12-status aanvroeg. Dat betekent dat de gemeente in financiële problemen verkeert en extra bijstand vraagt. Om steun te krijgen moest de gemeente eerst de ozb-tarieven flink verhogen. Hardinxveld-Giessendam is een gemeente waar het ozb-tarief daalde (11 procent). In deze gemeente was de opbrengst uit de ozb in 2014 hoger dan verwacht. Dit geld werd teruggegeven aan de belastingbetaler.

## Geschiedenis van de ozb
De ozb bestaat sinds 28 oktober 1971 en werd ingevoerd ter vervanging van de tot dan geldende personele belasting en grondbelasting. Bij de invoering werd bepaald dat het niet mocht dienen om de gemeentelijke begroting sluitend te krijgen. 
- Tot en met 1991 werd de invordering (en dus ook de verzending van de aanslagbiljetten), verzorgd door de belastingdienst.
- Sedert 1 januari 2006 is de gebruikersbelasting beperkt tot onroerende zaken die niet tot woning dienen. De gebruikersbelasting voor woningen werd daarmee afgeschaft.
- Ook de berekening van de verschuldigde ozb was voor 2009 anders geregeld: het tarief werd toen bepaald per waarde-eenheid van € 2.500,--. Men diende de WOZ-waarde te delen door € 2500,–, naar beneden af te ronden op hele getallen en daarna te vermenigvuldigen met het tarief. Het tarief werd jaarlijks door de gemeenteraad vastgesteld.

Tot 2006 gold er ook een gebruikersbelasting voor woningen.

## Rechtsvergelijking
Het Belgische equivalent van onroerendezaakbelasting is Onroerende voorheffing.